# Люблинский, Самуэль
Самуэль Люблинский (нем. Samuel Lublinski, 18 февраля 1868, Иоганнисбург, Восточная Пруссия (сейчас Пиш, Польша) — 26 декабря 1910, Веймар) — немецкий писатель
, публицист и драматург, историк литературы, литературный критик и религиозный философ. Считается пионером социологии литературы в Германии.

## Биография
Родился в немецко-еврейской семье, был сыном купца. Много лет работал книготорговцем и за это время написал многотомную литературную историю, посвящённую немецкой литературе XIX века и анализировавшую, в частности, её политические и социальные аспекты (Litteratur und Gesellschaft im 19. Jahrhundert, 1899). Боролся против отвлеченно-эстетического, узко-специального подхода к литературе. Часто увязывая историю литературы с вопросами политики и экономики, он однако не отказывался от своей идеалистической концепции культуры.
Около 1900 года полностью посвятил себя литературной деятельности, стал известным критиком, попробовал себя в роли неоклассического драматурга.
Как публицист придерживался этической точки зрения. Подобно П. Эрнсту и Г. Бару первоначально был близок к «Молодым», то есть «академической левой» социал-демократии 1890-х годов. Его 4-томная «Литература и общество в XIX в.» (1899—1900), как и сборники критических этюдов «Bilanz der Moderne» (Итоги модернизма, 1908), полны резких нападок на натурализм и его эпигонов — современников Люблинского.
Находился под влиянием неоклассицизма, теоретиком которого был Пауль Эрнст. К этому направлению примыкал в своих шести трагедиях: «Император» (1901), «Ганнибал» (1902), «Елисавета и граф Эссекс» (1903), «Пётр I» (1906), «Гюнтер и Брунгильда» (1908), «Кесарь и канцлер» (1910). В первых своих пьесах не свободен от того натуралистического бытописательства, против которого сам боролся. В двух последних драмах, особенно в трагедии «Кесарь и канцлер», сюжет которой взят из истории XIII века, сделал попытку окончательно освободиться от всего временного и местного, сосредоточив внимание исключительно на «общечеловеческом», что и приводит его к беспомощному схематизму. Зато другой момент в драматических произведениях Любинского может быть признан антитезой пассивному мировосприятию натурализма и в этом смысле заслуживает внимания: принципиально подчеркивается активность драматических героев, стремящихся пересоздать те условия, которые определяют путь человека («Ганнибал» и др.). Автор выпустил ещё том новелл «Gescheitert» (Неудачники).
В политике сперва был убежденным сторонником сионизма и в первые годы был постоянным сотрудником газеты Die Welt (псевдоним: Саломо Либхардт), но затем отказался от сотрудничества с газетой, когда понял, что он «скорее немец, чем чистокровный еврей». Чувствовал себя немцем «из-за психологического принуждения», а не из-за «теоретических убеждений», оставался позитивным в отношении сионизма, но исключал возможность когда-либо поехать в Палестину.

## Избранные произведения
- Der Antisemitismus, 1896
- Jüdische Charaktere bei Grillparzer, Hebbel und Otto Ludwig. Litterarische Studien, Cronbach, Berlin 1899.
- Litteratur und Gesellschaft im 19. Jahrhundert, 4 Bände. Cronbach, Berlin 1899—1900.
- Charles Darwin. Eine Apologie und eine Kritik, Leipzig o. J. (1900)
- Der Imperator. Trauerspiel in fünf Aufzügen. 1901 (трагедия)
- Gescheitert, 1901 (роман)
- Die Entstehung des Judentums. Eine Skizze, Berlin 1903
- Die Bilanz der Moderne, Berlin 1904 (Nachdruck herausgegeben von Gotthart Wunberg bei Niemeyer, Tübingen 1974, ISBN 3-484-19029-9)
- Vom unbekannten Gott. Ein Baustein, Dresden 1904
- Friedrich Schiller. Seine Entstehung und seine Zukunft, Berlin o. J. (1905)
- Peter von Russland, 1906 (трагедия)
- Die Humanität als Mysterium, Jena 1907
- Gunther und Brunhild, Berlin 1908 (драма)
- Shakespeares Problem im Hamlet, Leipzig 1908
- Der Ausgang der Moderne. Ein Buch der Opposition, Dresden 1909 (Nachdruck herausgegeben von Gotthart Wunberg bei Niemeyer, Tübingen 1976, ISBN 3-484-19040-X)
- Die Entstehung des Christentums aus der antiken Kultur, Jena 1910
- Das werdende Dogma vom Leben Jesu, Jena 1910
- Falsche Beweise für die Existenz des Menschen Jesus, Leipzig 1910
- Kaiser und Kanzler, Leipzig 1910 (Трагедия)
- Teresa und Wolfgang, Berlin 1912
- Nachgelassene Schriften, München 1914